# نظریه مجموعه جایگزین
به‌طور کلی، نظریه مجموعه جایگزین یک رویکرد ریاضی جایگزین به مفهوم مجموعه است که جایگزینی پیشنهادی برای نظریه مجموعه استاندارد است.
برخی از تئوری‌های مجموعه جایگزین عبارتند از:
- نظریه نیمچه مجموعه
- مبانی جدید نظریه مجموعه
- نظریه مجموعه مثبت
- نظریه مجموعه داخلی

به‌طور مشخص، تئوری مجموعه گزینه‌های جایگزین (یا AST) به یک نظریه مجموعه خاص که در دهه ۱۹۷۰ و ۱۹۸۰ توسط پتر ووپانکا و دانشجویانش توسعه یافته‌است اشاره دارد. این نظریه مبتنی بر برخی از ایده‌های نظریه نیمچه مجموعه است، اما همچنین تغییرات بنیادی تری را به شما معرفی می‌کند: برای مثال، تمام مجموعه‌ها «رسماً» محدود هستند، به این معنی که مجموعه‌ها در AST معیار قانون استقرای ریاضی را برای فرمول‌های مجموعه (به‌طور دقیق تر: بخشی از AST که شامل اصول موضوعه مربوط به مجموعه‌ها است، معادل نظریه مجموعه Zermelo-Fraenkel (یا ZF) است که در آن اصل موضوع بی‌نهایت با نفی آن جایگزین می‌شود) برآورده می‌کند. با این حال، برخی از این مجموعه‌ها حاوی زیرکلاس‌هایی هستند که به صورت مجموعه نیستند و همین امر باعث می‌شود تا آنها با مجموعه‌های محدود Cantor (ZF) فرق داشته باشند و در AST نامتناهی باشند.